# Antonio João Bento
Antonio João Bento (10 juni 1976) is een Portugees bokser.
Bento komt uit in het super vedergewicht en bokste als professional 32 partijen. Op 16 mei 2010 veroverde hij de vacante Europese titel EBA na een overwinning op technisch knock-out in de tiende ronde op de Nederlander Innocent Anyanwu.

## Statistieken als prof
- Gevechten: 32
- Overwinningen: 22
  - Overwinningen door KO: 12
- Nederlagen: 8
- Gelijk: 2